# Hyde Lea
Hyde Lea – osada i civil parish w Anglii, w Staffordshire, w dystrykcie Stafford. W 2011 civil parish liczyła 451 mieszkańców. Hyde Lea civil parish powstała w kwietniu 2003 roku.